# Franz Schiemer (Architekt)

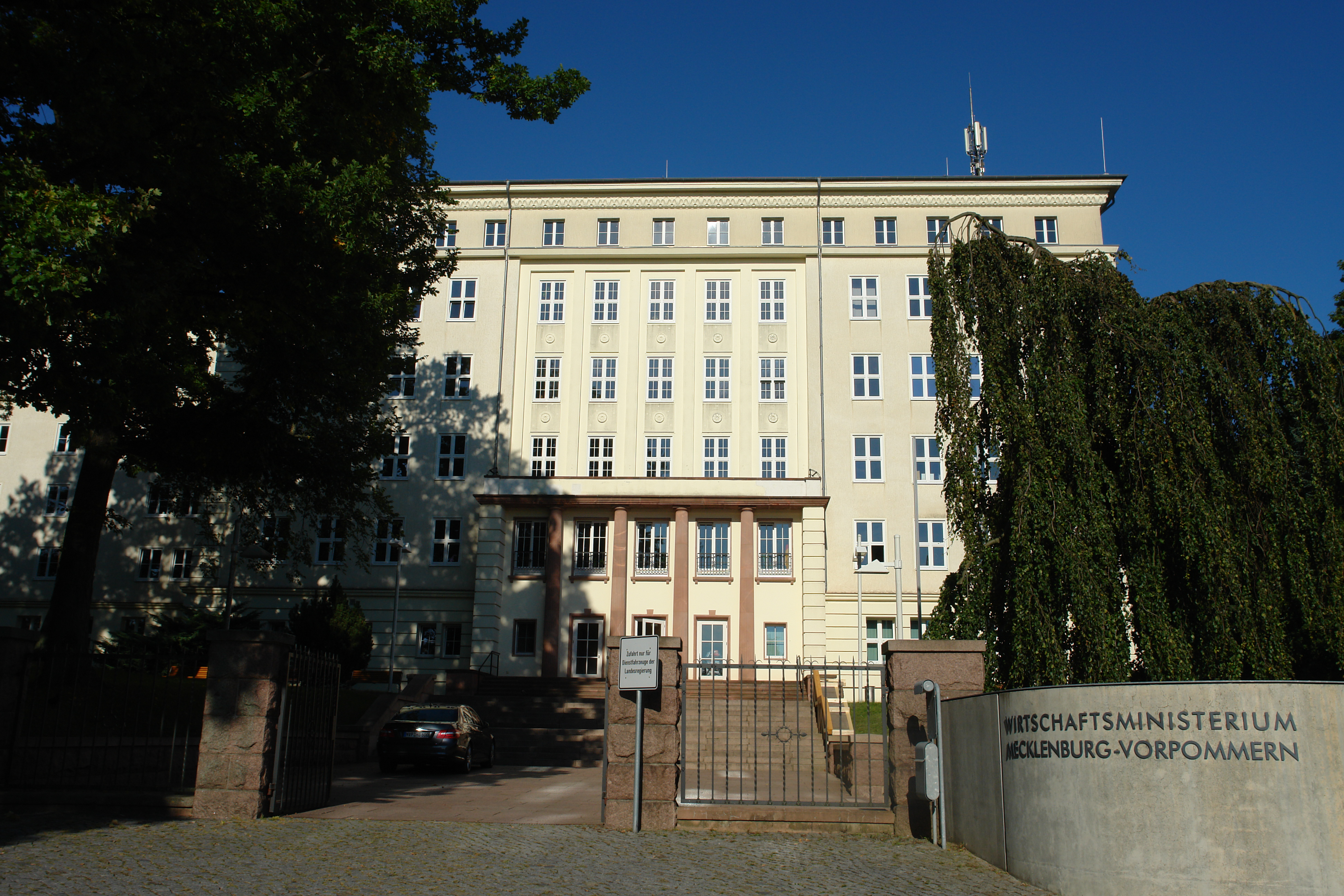
Ministeriumsbau, Johannes-Stelling-Straße 14

Franz Schiemer (* 14. Dezember 1892 in Nürnberg; † 13. September 1953 in Schwerin) war ein deutscher Architekt, der lange Jahre in Schwerin lebte.

## Biografie

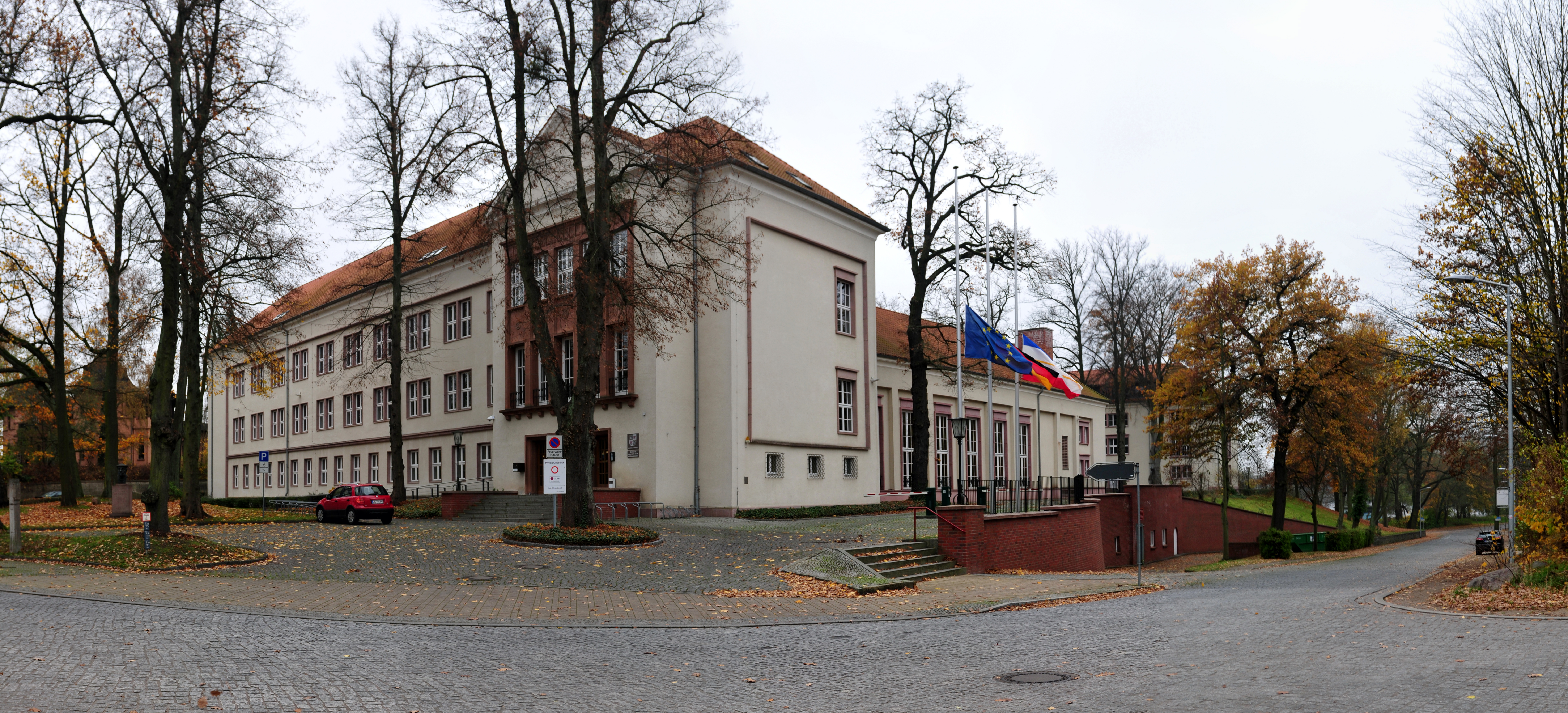
Ministerium für Landwirtschaft und Umwelt des Landes Mecklenburg-Vorpommern

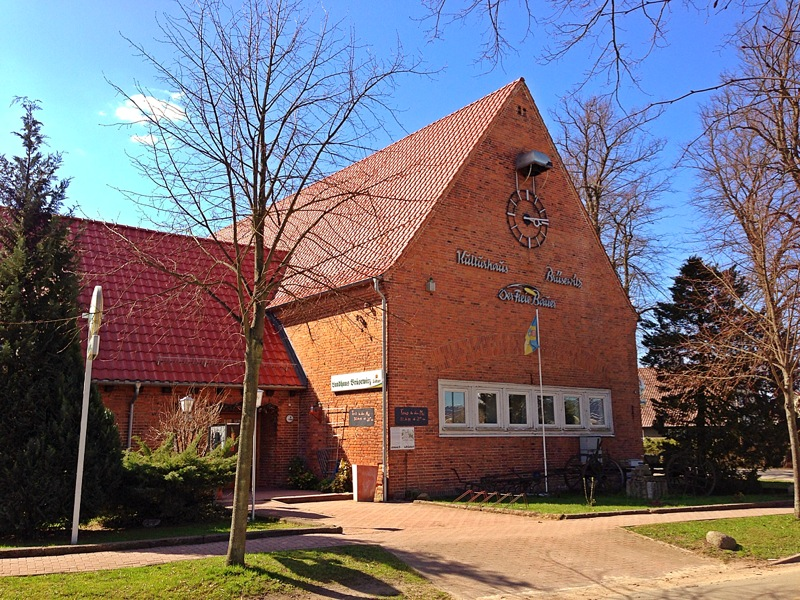
Kulturhaus Brüsewitz

Schiemer war von 1929 bis 1930 sowie von 1933 bis 1945 bei der Stadtverwaltung in Schwerin beschäftigt, davor vorwiegend in privaten Firmen. Er entwarf in dieser Zeit u. a. im Stil der Neuen Sachlichkeit. Das 1930 errichtete Wohnhaus des Baumeisters Friedo Geertz in Schwerin, Güstrower Straße 19, wurde auch von ihm mitkonzipiert, es steht heute unter Denkmalschutz. Für das Krematorium auf dem Alten Friedhof, das ebenfalls in den Jahren 1929/30 entstand, liegen auch zahlreiche Skizzen und Pläne vor.
In der DDR-Zeit war Schiemer ab etwa 1950 bei dem VEB Hochbauprojektierung beschäftigt. Er plante zusammen mit dem jungen Heinrich Handorf 1952/1954 das Gebäude für das Institut des Zentralkomitees der SED und Landesparteischule, in dem seit 1990 das Ministerium für Wirtschaft, Arbeit und Gesundheit des Landes Mecklenburg-Vorpommern seinen Sitz hat.

## Bauten und Entwürfe
- Wohnhaus Lärchenallee in Schwerin-Friedrichsthal
- Wiederaufbau der im Zuge des Zweiten Weltkriegs vollständig zerstörten Badeanstalt Kalkwerder in Schwerin (Anfang 1950er Jahre)
- Kulturhaus Der freie Bauer in Brüsewitz (1951–1952; zusammen mit Heinrich Handorf, unter Denkmalschutz)
- Gebäude für das Institut des Zentralkomitees der SED und Landesparteischule (1952–1954; zusammen mit Heinrich Handorf, unter Denkmalschutz)
- Institut zur Ausbildung von Berufsschullehrern, bekannt als Institut Paulshöhe (seit 1991 durch das Ministerium für Landwirtschaft und Umwelt des Landes Mecklenburg-Vorpommern genutzt), mit Vorlesungsräumen, Hörsaal und Internat mit 300 Plätzen. Im Foyer und im Speisesaal sind Original-Ausstattungselemente der 1950er Jahre erhalten.[3]